# Вцілілі (телесеріал)
«Вцілі́лі» (англ. Survivors) — це серіал 2008—2010 року, що був відзнятий британським телебаченням BBC. Це науково-фантастичний постапокаліптично-драматичний серіал про пандемію вірусу, який знищив 90 % людей, і про долю тих, хто вижив після цієї пандемії. Фільм базується на романі вельського письменника-фантаста Террі Нейшена.

## Сюжет
Невідомий нищівний вірус пандемії вбиває понад 90 % населення земної кулі. Ті люди, в яких імунна система не піддалася дії вірусу, — вижити і подолали труднощі цього нового світового порядку, сподіваючись, що вірус не мутує і не знищить тих небагатьох, що лишився.
Спочатку, головні герої зустрічають одне одного випадково, але радіють цій зустрічі і вирішують знайти собі безпечний притулок. Але з кожним новим днем, виживати стає лише складніше, і не всі із них, так чи інакше — лишаться живими. Навколо надто багато небезпек для тих, хто не звик жити за жорстокими законами цього нового безжалісного світу.

## У ролях
- Джулі Грем — Еббі Грант (12 епізодів, 2008—2010)
- Макс Бізлі — Том Прайс (12 епізодів, 2008—2010)
- Патерсон Джозеф — Грег Престон (12 епізодів, 2008—2010)
- Зої Таппер — Аня Рачинська (12 епізодів, 2008—2010)
- Філіп Ріс — Аалім Садік (12 епізодів, 2008—2010)
- Чахак Патель — Наджід Ханіф (12 епізодів, 2008—2010)
- Робін Еддісон — Сара Бойєр (11 епізодів, 2008—2010)
- Миколай Глеавес — Уїтакер (9 епізодів, 2008—2010)
- Ронні Джхутті — Самі Масуд (6 епізодів, 2008—2010)
- Ніккі Амука-Берд — Саманта Вілліс (5 епізодів, 2008—2010)